# Xanthorhoe intentata
Xanthorhoe intentata är en fjärilsart som beskrevs av Walker 1862. Xanthorhoe intentata ingår i släktet Xanthorhoe och familjen mätare. Inga underarter finns listade i Catalogue of Life.